# Maria Menounos
Maria Menounos (en griego; Μαρία Μενούνος, 8 de junio de 1978, Medford, Massachusetts) es una actriz, periodista y presentadora de televisión estadounidense. Actualmente trabaja como embajadora para la empresa WWE.

## Biografía

### 1978–2000: Primeros años

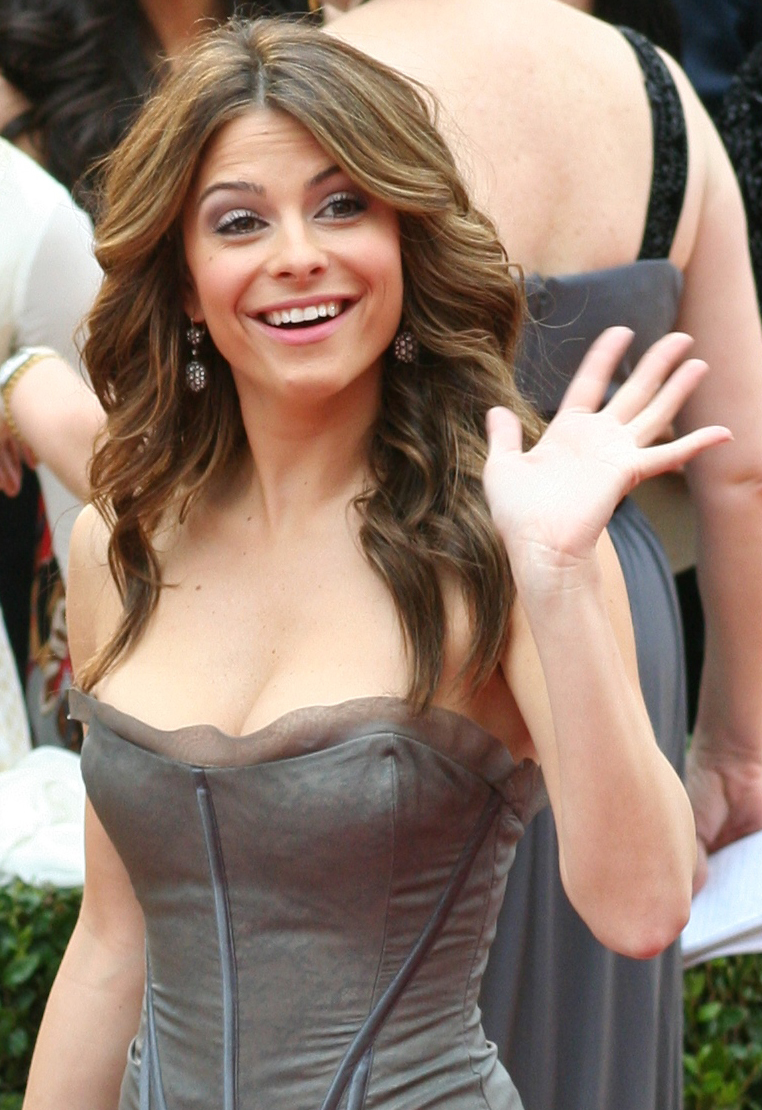
Menounos en febrero de 2009.

Maria Menounos nació el 8 de junio de 1978 en Medford, Massachusetts, siendo de ascendencia griega. Tiene un hermano menor llamado Peter y habla perfectamente el griego. Desde los trece años trabajó en un puesto de Dunkin' Donuts que acabó a los diecinueve. Menounos es cristiana. Asistió a la Dormition of Virgin Mary (en español La Dormición de la Virgen María). Fue al instituto Medford High School. En 1995 comenzó a aparecer en concursos de belleza. Y en 1996 logró ser Miss Massachusetts Teen USA. Y compitió en Miss Teen USA, donde logró el n°13. En 2000 logró ser Miss Massachusetts USA.

### 2000–2002: Inicios como reportera
Más tarde Menounos asistió de Boston Emerson College, donde participó en la organización ahora premiado, Emerson Vídeo Independiente. Se graduó de Emerson en 2000. Durante su último año, fue contratada como reportera de Channel One News. Su trabajo para el Canal de segmentos de uno de 10 minutos incluyó viajar a El Salvador para informar sobre el terremoto de 2001 e hizo una entrevista al entonces presidente George W. Bush. En 2002 fue contratada por Entertainment Tonight como reportera, donde se informó sobre películas, música y moda.

### 2003–2006: Debut como actriz y Eurovisión
Fue contratada por el canal MTV. Sin embargo, dejó el programa en 2005 para centrarse en su carrera como actriz, aunque finalmente decidió unirse al programa de su rival Access Hollywood. Ella pasó a coanfitriona de algunos episodios de Today desde finales del verano y el comienzo otoño de 2006, así como en abril de 2007. El 30 de noviembre de 2003, Menounos apareció en un episodio de Punk'd donde fue una de las muchas famosas atrapadas en las incómodas y embarazosas "Entrevistas de la Alfombra Roja".
En 2004, Menounos apareció brevemente en un episodio de la serie de televisión One on One como Glinda, una excéntrica, autoproclamada Hada madrina de las Estrellas. En verano de 2005, apareció en la película Los 4 Fantásticos, donde interpretó a una enfermera, que estaba siendo seducida por La Antorcha Humana. En 2005 prestó su imagen y su voz a la marca de videojuegos, Electronic Arts. A mediados de 2006 Menounos presentó el Festival de la Canción de Eurovisión 2006 que tuvo lugar en Atenas con el cantante griego Sakis Rouvas.

### 2007–2009: Papeles recurrente y entrevista a Los Obama

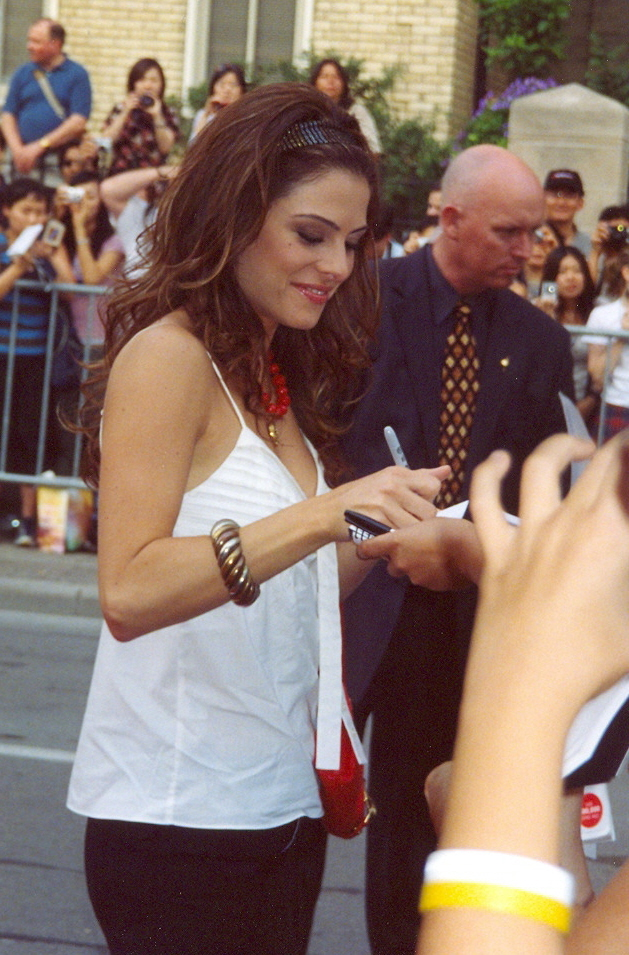
Maria en una sesión de autográfos.

Como actriz, Maria tuvo papeles recurrentes en la serie de televisión del canal CBS Without a Trace, encarnando a Jules durante la segunda temporada. También hizo un cameo en Scrubs en el episodio My extra mile, que se emitió en mayo de 2006  interpretando a una chica que se sentía atraída por John Dorian porque le gustaba su pelo. En 2006, Menounos apareció en el videoclip de A Public Affair de Jessica Simpson. El 27 de abril de 2007, Maria protagonizó Kickin' It Old Skool. En 2007, Menounos continuó su carrera como reportera protagonizando anuncios para Pantene New York & Company. Desde el 17 de diciembre hasta el 20 de diciembre de 2007, Menounos fue anfitriona de la demostración de juego de la serie de televisión La batalla de los coros.
En 2008, se convirtió en la anfitriona de Hollywood Green. Maria Menounos aportó glamour como la anfitriona de Hollywood Green. Tanto como reportera especial para el entretenimiento diario de la revista. En 2008, tuvo un pequeño papel en la película Tropic Thunder, y en el mismo año se convirtió en la primera reportera estadounidense en entrevistar a la toda la familia de Barack Obama. En mayo de 2008, participó en AVP Cuervo Gold Crown Huntington Beach Open, pero fue eliminada en la primera ronda de clasificación. El 13 de julio de 2008, Menounos protagonizó el partido de softball de celebridades en el Yankee Stadium en Nueva York. En noviembre de 2008, cuando Richard Belzer cayó enfermo, fue la nueva jurado para North Shore Animal League's Dogcatemy Celebrity Gala, que tiene lugar en Nueva York. 
En 2008 Menounos apareció en Knight Rider en el episodio "Fly By Knight", que se emitió el 11 de febrero de 2009, donde interpretó a un agente de la DEA a cargo de la investigación de un accidente aéreo. Desde 2009, recibió numerosas ofertas siendo contratada por el programa de MTV Real World/Road Rules Challenge.

### 2010–presente: Warner Bros
El 4 de agosto de 2011, se anunció que se uniría a Warner Bros. Donde será la anfitriona del programa con Mario Lopez. Fue una de los participantes de la temporada 14 de Dancing with the Star con Derek Hough. Sin embargo, el 15 de mayo de 2012, la pareja fue expulsada terminando en cuarto lugar. El 6 de febrero, tras la derrota de los Patriotas de Nueva Inglaterra en el Super Bowl XLVII, María se quedó en bikini en vivo para el programa de televisión “Extra”, durante los festejos del Super Bowl en Nueva York, la bella Maria se presentó junto con AJ y Mario Lopez para mostrar que es una mujer de palabra y pagar la apuesta realizada la semana previa al encuentro en el Lucas Oil Stadium.

### Lucha libre profesional

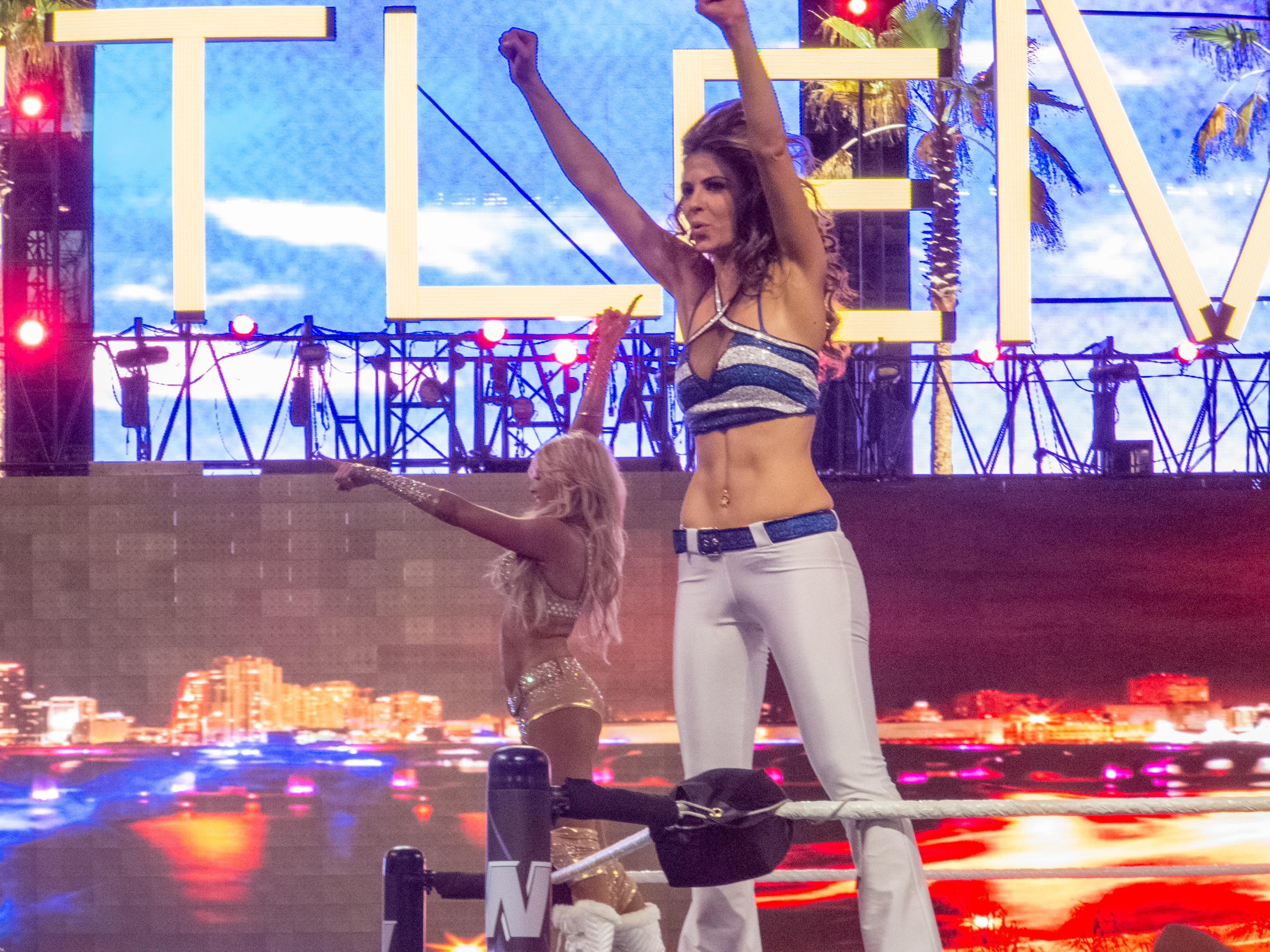
Kelly Kelly y Maria Menounos celebran su victoria en Wrestlemania XXVIII (2012)

Menounos dio a conocer que es una fan incondicional de la WWE. A finales de 2009 firmó un contrato con la World Wrestling Entertainment. El 12 de octubre de 2009 hizo su primera aparición en la empresa aliándose con Nancy O'Dell en Raw. Hizo su debut como face en el ring junto a Gail Kim y Kelly Kelly en un Six Diva Tag Team Match donde se enfrentaron a Beth Phoenix, Rosa Mendes y Alicia Fox. Siendo el equipo de Menounos quién ganará, después de que Kelly Kelly le diese la victoria a su equipo cuando le aplicó un Modified K2 a Mendes. En la lucha se destacó la bofetada que le pegó Menounos a Beth Phoenix
El 11 de diciembre de 2011 en WWE Tribute to the Troops, apareció junto a Kelly Kelly, Eve Torres y Alicia Fox en una lucha en la que se enfrentaron a Beth Phoenix, The Bella Twins y Natalya, siendo el equipo de Menounos quién ganará otra vez. Después de la lucha Phoenix comenzó un pequeño feudo con María Menounos.
El 16 de marzo de 2012 entrevistó a Kelly Kelly en el programa Extra, sin embargo dicha entrevista fue interrumpida por Beth Phoenix & Eve Torres quiénes comenzaron a insultarlas, por lo que fueron sacadas por la seguridad del programa, tras esto Phoenix retó a Kelly & Maria Menounos a una lucha por equipos en WrestleMania XXVIII. En dicho evento Kelly & Maria Menounos las derrotaron después que Maria cubriera a Beth Phoenix con un Roll up.
El 6 de abril de 2013 regresó en el Madison Square Garden e instaló a Bob Backlund en WWE Hall of Fame, la noche antes de WrestleMania 29. El 18 de agosto de 2013 en SummerSlam Fan Axxess formó equipo con Natalya derrotando a Brie Bella y Eva Marie. El 29 de marzo de 2015 apareció en WrestleMania 31 entrevistando a Daniel Bryan.

## Otros medios
A los diecisiete años produjo la película, In The Land of Merry Misfits que trata sobre un cuento de hadas. La película fue producida por Maria Menounos y el director y su actual pareja Kevin Undergaro, y el entonces jefe de guionistas de la MTV's Singled Out. Sin embargo, el complemento de la película se certificó como un plagio, y la película no se dio al aire.
En 2005, Menounos financió la película personalmente y restauró el anterior plagio, siendo narrada está vez por John Waters y protagonizada por Bob Backlund, Josie Davis y Randal Malone. Finalmente, la película fue estrenada en 2007 en Tribeca Film Festival. Menounos también dirigió Longtime Listener protagonizada por Wilmer Valderrama. La película fue una selección oficial del Festival de Cine de Tribeca 2006. Además, Menounos actuó y produjo Adventures of Serial Buddies.
En mayo de 2013 Menounos lanzó un nuevo programa de entrevistas llamado Conversations with Maria, siendo Zoe Saldaña su primer invitado. Menounos también sigue manteniendo AfterBuzzTV, que es una cadena de televisión de entretenimiento en línea que fundó con su pareja Kevin Undergaro.

## Vida personal
Desde 1998 mantiene una relación con el productor Keven Undergaro. Se casaron en Times Square en 2017, durante las celebraciones de Año Nuevo, en una ceremonia oficiada por Steve Harvey. En 2018, celebraron una segunda boda ortodoxa en Akovos, Grecia.  En febrero de 2023 anunciaron que estaban esperando su primer hijo por maternidad subrogada. Su hijo nació en julio de 2023.

## Filmografía
| Año  | Título                       | Personaje      | Notas               |
| ---- | ---------------------------- | -------------- | ------------------- |
| 2005 | Los 4 Fantásticos            | Enfermera      |                     |
| 2006 | Fwiends.com                  | Gladys         |                     |
| 2007 | Kickin' It Old Skool         | Jennifer       | Personaje Principal |
| 2007 | In the Land of Merry Misfits | Risandra       | Voz                 |
| 2008 | Tropic Thunder               | N/A            | Cameo               |
| 2011 | Serial Buddies               | Katelyn        |                     |
| 2022 | El Pentavirato               | Maria Menounos |                     |

## Premios
En 2004, Menounos apareció en la revista FHM como una de las 50 personas más guapas. En otra encuesta realizada por AskMen.com, Menounos fue una de las cinco chicas con las que un chico quisiese casarse, junto con Angelina Jolie, Jessica Alba y Charlize Theron. En 8 de agosto de 2010 ganó el premio Madden NFL Pro-AM MVP. Ese mismo año también ganó el premio Smokin' Hot TV Personality. Además logró ganar a Jessica Alba y a Charlize Theron para Cyver Vixen of the Year en Spike TV. 